# Winchester (Missouri)
Winchester ist eine Stadt mit dem Status „City“ im St. Louis County im US-Bundesstaat Missouri. Das U.S. Census Bureau hat bei der Volkszählung 2020 eine Einwohnerzahl von 1.447 ermittelt.

## Geographie
Die Koordinaten von Winchester liegen bei 38° 35′ 24″ nördlicher Breite und 90° 31′ 33″ westlicher Länge.
Nach Angaben der United States Census 2010 erstreckt sich das Stadtgebiet von Winchester über eine Fläche von 0,65 km2 (0,25 sq mi).

## Bevölkerung
Nach der United States Census 2010 lebten in Winchester 1547 Menschen verteilt auf 596 Haushalte und 386 Familien. Die Bevölkerungsdichte betrug 2380 Einwohner pro km² (6188,0/sq mi).
Die Bevölkerung setzte sich 2010 zusammen aus 92,6 % Weißen, 1,2 % Afroamerikanern, 1,4 % Asiaten, 0,5 % amerikanischen Ureinwohnern und 1,7 % aus anderen ethnischen Gruppen. 2,7 % stammten von zwei oder mehr Ethnien ab.
In 31,7 % der Haushalten lebten Personen unter 18 Jahre und in 9,7 % Menschen die 65 Jahre oder älter waren. Das Durchschnittsalter betrug 36,8 Jahre und 47,8 % der Einwohner waren männlich.

## Belege
1. ↑  Explore Census Data Total Population in Winchester city, Missouri. Abgerufen am 2. Februar 2023.
2. ↑   United States Census (englisch).
3. ↑   American Fact Finder (englisch).